# Re-Invention World Tour
Die Re-Invention World Tour (englisch für „Neu-Erfindung Welttournee“) war die sechste Tour der US-amerikanischen Sängerin Madonna. Sie unterstützte ihr neuntes Album American Life, welches jedoch aufgrund kritischer Botschaften an die amerikanische Regierung nicht an frühere Erfolge anknüpfen konnte. Die großräumig ausverkaufte Tour wurde jedoch ein großer Erfolg und konnte rund 125 Millionen Dollar einspielen. Dabei spielte die Sängerin vor fast 900.000 Fans.

## Hintergrund
Die Tour war wie eine Greatest-Hits-Tour geplant. Der Titel „Re-Invention“ deutete auf die vielen Neuerfindungen in der Karriere der Pop-Ikone hin.
Die aufwendige Bühnenshow hatte als insgeheimes Grund-Thema „Unity Versus Violence“ und beinhaltete fünf Kostüme der Designerin Arianne Phillips, eine Show voller Effekte und Extravaganz und politischer Botschaften, sowie als geplanten Skandal eine Szene auf dem elektrischen Stuhl. Die Kostüme reichten von militärischen Outfits bis zu Showgirl-artigen Zirkuskleidern und goldenen Korsetts.
Vorbereitung und Ablauf der Tour dokumentierte Regisseur Jonas Åkerlund in dem Film I’m Going to Tell You a Secret, der auf MTV ausgestrahlt wurde und als CD erschien.

## Über die Show

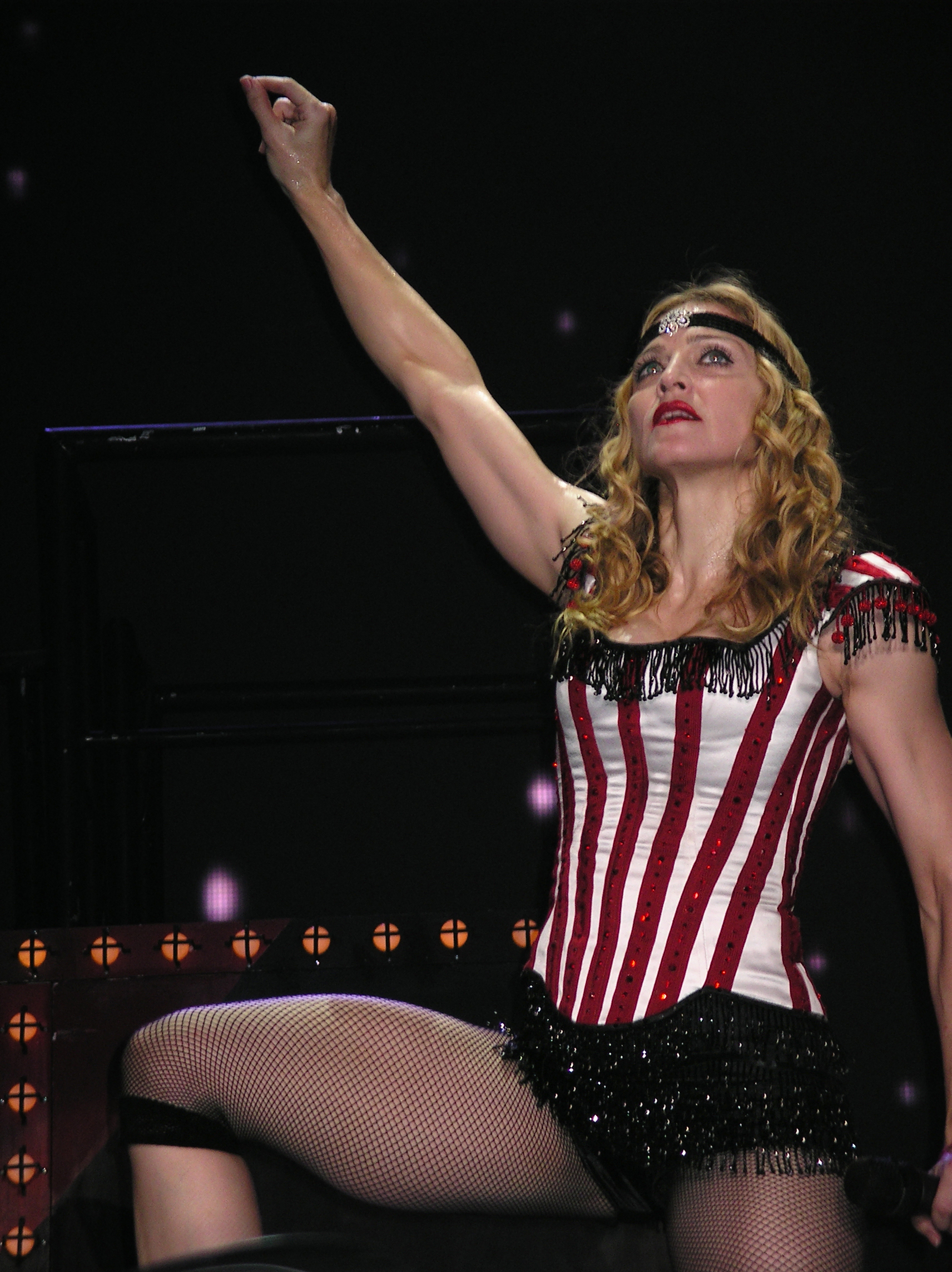
Madonna auf der Re-Invention World Tour in Paris („Circus-Cabarette“-Teil)

Die Show war in fünf Teile unterteilt: „French Baroque-Marie Antoinette Revival, Military-Army, Circus-Cabaret, Acoustic and Scottish-Tribal“. Als Eröffnung entschied man sich für den Song „Vogue“, bei dem sie in einem goldenen Korsett und Schmuck auf einer Plattform auf die Bühne gehoben wurde. Auch die Tänzer waren ähnlich mit Anleihen zum Barock gekleidet. Sie sang anschließend „Nobody Knows Me“, während Textzeilen auf den großen Bildschirmen aufflackerten. Zu „Frozen“ zeigten die Bildschirme einen vorgefertigten Film von Cunningham Chris (der auch das Musikvideo drehte), in dem nackte Körper in dunklen Farben miteinander ringen.
Im zweiten Teil „Military-Army“ trug sie Militär-Outfits. Er wurde von Bildern von Tod und Zerstörung begleitet, besonders während des Songs „American Life“, in dem auch der US-amerikanische Präsident Bush kritisiert wurde. Mit „Express Yourself“, „Burning Up“ und „Material Girl“ teilweise mit Gitarre läutete sie anschließend wieder Hits vergangener Zeiten ein. Teil drei „Circus-Cabaret“ zeigte sie in rot-weißem Showgirl/Kabarett-Kostüm. Sie sang „Hanky Panky“ und „Deeper and Deeper“ teilweise in Jazz-Versionen.
Nach „Die Another Day“ kam der Elektrische Stuhl-Skandal während des Evita-Songs „Lamet“.
Eingeleitet von einem Interlude Mix, folgte der nächste Akt mit ruhigeren Songs, darunter „Nothing Fails“ und „Don't Tell Me“. Zu diesen Liedern spielte Madonna Gitarre. Auch ihr Hit „Like a Prayer“ wurde gesungen.
Zu dem Cover „Imagine“ zeigten die Bildschirme traurige Aufnahmen von den Konsequenzen von Krieg.
Zu dem letzten Akt „Scottish“ kam sie erst mit Dudelsack, ging mit „Into the Groove“, „Crazy for You“ und „Papa Don’t Preach“ wieder zurück zu den großen Hits und beendete die Konzerte mit „Music“ und „Holiday“.

## Erfolg
Nachdem erst 12 Shows in Amerika, sowie Auftritte in London und Paris geplant waren, verkauften sich die Tickets sehr schnell. Als die zwei Shows in New York innerhalb von Minuten ausverkauft waren, wurde entschieden, mehr Auftritte hinzuzufügen. Dies nicht nur in Amerika, sondern auch in Europa. Nach dem Start der Tour wurden bereits 44 Millionen Dollar bei nur knapp 250.000 Tickets eingenommen. Damit lag der Ticketpreis bei 174,17 $ (155 €). Nach dem Ende der Tour lagen die Einnahmen bei rund 125 Millionen US-Dollar, was die „Re-Invention Tour“ zur Tour mit dem größten Einspielergebnis 2004 macht. Sie spielte vor über 890.000 Fans.

## Kritik
Überwiegend wurde die Show positiv bewertet. Washington Post schrieb: „Der Unterschied zwischen ihrer letzten Tour 2001, und dieser, ist stark(…),“ außerdem wurde das Spielen alter Hits äußerst positiv vermerkt.
Elizabeth Smith von der New York Times schrieb: „Im Gegensatz zu der Drowned World Tour vor zwei Jahren, welche einen eher feindlichen und düsteren Unterton hatte, bringt die Re-Invention Show Madonna zurück zum Licht. Es schien, als ob sie Spass hätte!...“
Ebenso positiv war „USA Today“ und vergab 4/5 Sterne. Joshua Klein Von Chicago Tribune schrieb, die Show bestünde mehr aus Spektakel als aus Substanz.
Sal Quinquemanni von Slant Magazine berichtete: „Das beste, was herauskommen kann, wenn Madonna ihre Vergangenheit betrachtet (und neu erfindet), ist, dass jedermann daran erinnert wird, was Madonna am besten kann: Uns zum Vergessen von schlechten Zeiten anregen, zusammenkommen, den Druck freilassen und Urlaub machen“. Kelefa Sanneh von The New York Times schrieb, dass das Konzert eine „dichte, schwindelerregende, oftmals unstimmige und manchmal berauschende Nacht“ war, in der man zwar eine großartige Künstlerin sah, diese aber zu sehr mit ihrer eigenen Vergangenheit schattenboxte.
Dan Aqualiante von der New York Post schrieb, Madonna machte sich ihren Weg in die Herzen der Zuschauer mit einer unterhaltsamen theatralischen Show, die aufwendig gemacht wurde. Außerdem lobte er die Kostüme und den Cast.
Thea Singer von Boston Herald sagte, „Madonna geht mit jüdischer Mystik auf Tour“. Musikkritiker Robert Hilburn von Los Angeles Times bemängelte, dass Madonna auf die sexuellen Anspielungen und Tabubrüche früherer Shows verzichte und stattdessen soziale und politische Aussagen treffe, die unklar blieben. Immer wieder wären es eher die ausgestrahlten Videos als die Musik gewesen, die Emotionen und Inhalte transportieren. Madonna sei es nicht gelungen, ihre Inspiration auf die Fans zu übertragen.

## Set List

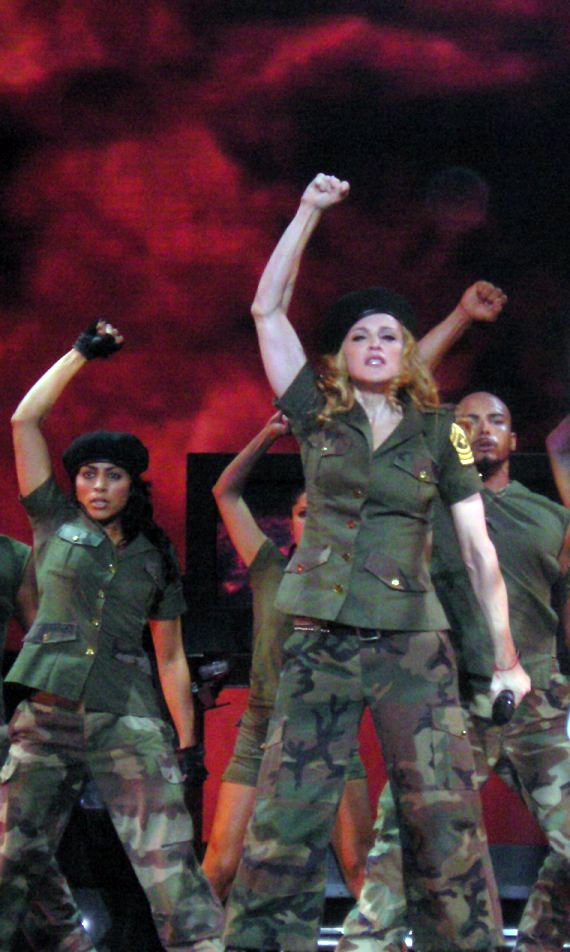
Madonna auf der Re-Invention World Tour in Manchester („Military-Army“-Teil)

Act One: French Baroque-Marie Antoinette Revival
1. „The Beast Within Video Introduction“
2. „Vogue“
3. „Nobody Knows Me“
4. „Frozen“

Act Two: Military-Army
1. „American Life“
2. „Express Yourself“
3. „Burning Up“
4. „Material Girl“

Act Three: Circus-Cabarette
1. „Hollywood Remix (Zwischenspiel)“
2. „Hanky Panky“
3. „Deeper and Deeper“
4. „Die Another Day“
5. „Lament“

Act Four: Acoustic
1. „Bedtime Stories Mix (Zwischenspiel)“
2. „Nothing Fails“
3. „Don't Tell Me“
4. „Like a Prayer“
5. „Mother & Father“
6. „Imagine“

Act Five: Scottish-Tribal
1. „Into the Groove“
2. „Papa Don’t Preach“
3. „Crazy for You“
4. „Music“
5. „Holiday“

## Shows
| Datum              | Stadt            | Land               | Ort                           | Besuch            | Umsatz        |
| Nordamerika        | Nordamerika      | Nordamerika        | Nordamerika                   | Nordamerika       | Nordamerika   |
| ------------------ | ---------------- | ------------------ | ----------------------------- | ----------------- | ------------- |
| 24. Mai 2004       | Inglewood        | Vereinigte Staaten | The Forum                     | 43.158 / 43.158   | 6.965.055 $   |
| 26. Mai 2004       | Inglewood        | Vereinigte Staaten | The Forum                     | 43.158 / 43.158   | 6.965.055 $   |
| 27. Mai 2004       | Inglewood        | Vereinigte Staaten | The Forum                     | 43.158 / 43.158   | 6.965.055 $   |
| 29. Mai 2004       | Las Vegas        | Vereinigte Staaten | MGM Grand Garden Arena        | 28.341 / 28.341   | 7.005.548 $   |
| 30. Mai 2004       | Las Vegas        | Vereinigte Staaten | MGM Grand Garden Arena        | 28.341 / 28.341   | 7.005.548 $   |
| 2. Juni 2004       | Anaheim          | Vereinigte Staaten | Arrowhead Pond                | 24.250 / 24.250   | 4.164.450 $   |
| 3. Juni 2004       | Anaheim          | Vereinigte Staaten | Arrowhead Pond                | 24.250 / 24.250   | 4.164.450 $   |
| 6. Juni 2004       | San Jose         | Vereinigte Staaten | SAP Center                    | 40.205 / 40.205   | 5.543.715 $   |
| 8. Juni 2004       | San Jose         | Vereinigte Staaten | SAP Center                    | 40.205 / 40.205   | 5.543.715 $   |
| 9. Juni 2004       | San Jose         | Vereinigte Staaten | SAP Center                    | 40.205 / 40.205   | 5.543.715 $   |
| 13. Juni 2004      | Washington, D.C. | Vereinigte Staaten | MCI Center                    | 26.788 / 26.788   | 3.486.684 $   |
| 14. Juni 2004      | Washington, D.C. | Vereinigte Staaten | MCI Center                    | 26.788 / 26.788   | 3.486.684 $   |
| 16. Juni 2004      | New York City    | Vereinigte Staaten | Madison Square Garden         | 88.625 / 88.625   | 12.674.925 $  |
| 17. Juni 2004      | New York City    | Vereinigte Staaten | Madison Square Garden         | 88.625 / 88.625   | 12.674.925 $  |
| 20. Juni 2004      | New York City    | Vereinigte Staaten | Madison Square Garden         | 88.625 / 88.625   | 12.674.925 $  |
| 21. Juni 2004      | New York City    | Vereinigte Staaten | Madison Square Garden         | 88.625 / 88.625   | 12.674.925 $  |
| 23. Juni 2004      | New York City    | Vereinigte Staaten | Madison Square Garden         | 88.625 / 88.625   | 12.674.925 $  |
| 24. Juni 2004      | New York City    | Vereinigte Staaten | Madison Square Garden         | 88.625 / 88.625   | 12.674.925 $  |
| 27. Juni 2004      | Worcester        | Vereinigte Staaten | Worcester's Centrum Centre    | 46.075 / 46.075   | 6.439.890 $   |
| 28. Juni 2004      | Worcester        | Vereinigte Staaten | Worcester's Centrum Centre    | 46.075 / 46.075   | 6.439.890 $   |
| 30. Juni 2004      | Worcester        | Vereinigte Staaten | Worcester's Centrum Centre    | 46.075 / 46.075   | 6.439.890 $   |
| 1. Juli 2004       | Worcester        | Vereinigte Staaten | Worcester's Centrum Centre    | 46.075 / 46.075   | 6.439.890 $   |
| 4. Juli 2004       | Philadelphia     | Vereinigte Staaten | Wachovia Center               | 30.575 / 30.575   | 4.134.478 $   |
| 5. Juli 2004       | Philadelphia     | Vereinigte Staaten | Wachovia Center               | 30.575 / 30.575   | 4.134.478 $   |
| 7. Juli 2004       | East Rutherford  | Vereinigte Staaten | Izod Center                   | 29.315 / 29.315   | 4.437.345 $   |
| 8. Juli 2004       | East Rutherford  | Vereinigte Staaten | Izod Center                   | 29.315 / 29.315   | 4.437.345 $   |
| 11. Juli 2004      | Chicago          | Vereinigte Staaten | United Center                 | 59.591 / 59.591   | 7.894.105 $   |
| 12. Juli 2004      | Chicago          | Vereinigte Staaten | United Center                 | 59.591 / 59.591   | 7.894.105 $   |
| 14. Juli 2004      | Chicago          | Vereinigte Staaten | United Center                 | 59.591 / 59.591   | 7.894.105 $   |
| 15. Juli 2004      | Chicago          | Vereinigte Staaten | United Center                 | 59.591 / 59.591   | 7.894.105 $   |
| 18. Juli 2004      | Toronto          | Kanada             | Air Canada Centre             | 52.160 / 52.160   | 5.332.703 $   |
| 19. Juli 2004      | Toronto          | Kanada             | Air Canada Centre             | 52.160 / 52.160   | 5.332.703 $   |
| 21. Juli 2004      | Toronto          | Kanada             | Air Canada Centre             | 52.160 / 52.160   | 5.332.703 $   |
| 24. Juli 2004      | Atlanta          | USA                | Philips Arena                 | 25.627 / 25.627   | 3.450.874 $   |
| 25. Juli 2004      | Atlanta          | USA                | Philips Arena                 | 25.627 / 25.627   | 3.450.874 $   |
| 28. Juli 2004      | Sunrise          | USA                | BB&T Center                   | 28.208 / 28.208   | 3.834.522 $   |
| 29. Juli 2004      | Sunrise          | USA                | BB&T Center                   | 28.208 / 28.208   | 3.834.522 $   |
| 1. August 2004     | Miami            | USA                | American Airlines Arena       | 30.580 / 30.580   | 4.145.760 $   |
| 2. August 2004     | Miami            | USA                | American Airlines Arena       | 30.580 / 30.580   | 4.145.760 $   |
| Europa             |                  |                    |                               |                   |               |
| 14. August 2004    | Manchester       | England            | Manchester Arena              | 27.320 / 27.320   | 5.136.114 $   |
| 15. August 2004    | Manchester       | England            | Manchester Arena              | 27.320 / 27.320   | 5.136.114 $   |
| 18. August 2004    | London           | England            | Earls Court Exhibition Centre | 34.087 / 34.087   | 6.356.207 $   |
| 19. August 2004    | London           | England            | Earls Court Exhibition Centre | 34.087 / 34.087   | 6.356.207 $   |
| 22. August 2004    | London           | England            | Wembley Arena                 | 45.267 / 45.267   | 9.809.717 $   |
| 23. August 2004    | London           | England            | Wembley Arena                 | 45.267 / 45.267   | 9.809.717 $   |
| 25. August 2004    | London           | England            | Wembley Arena                 | 45.267 / 45.267   | 9.809.717 $   |
| 26. August 2004    | London           | England            | Wembley Arena                 | 45.267 / 45.267   | 9.809.717 $   |
| 29. August 2004    | Slane            | Irland             | Slane Castle                  | 62.275 / 70.000   | 6.575.339 $   |
| 1. September 2004  | Paris            | Frankreich         | Bercy Arena                   | 68.000 / 68.000   | 7.357.529 $   |
| 2. September 2004  | Paris            | Frankreich         | Bercy Arena                   | 68.000 / 68.000   | 7.357.529 $   |
| 4. September 2004  | Paris            | Frankreich         | Bercy Arena                   | 68.000 / 68.000   | 7.357.529 $   |
| 5. September 2004  | Paris            | Frankreich         | Bercy Arena                   | 68.000 / 68.000   | 7.357.529 $   |
| 8. September 2004  | Arnhem           | Niederlande        | GelreDome                     | 73.300 / 73.300   | 6.759.661 $   |
| 9. September 2004  | Arnhem           | Niederlande        | GelreDome                     | 73.300 / 73.300   | 6.759.661 $   |
| 13. September 2004 | Lissabon         | Portugal           | MEO Arena                     | 33.460 / 33.460   | 3.286.166 $   |
| 14. September 2004 | Lissabon         | Portugal           | MEO Arena                     | 33.460 / 33.460   | 3.286.166 $   |
| Total              | Total            | Total              | Total                         | 896.787 / 904.512 | 124.790.787 $ |